# Koroseky
Koroseky jsou malá vesnice, část obce Vrábče v okrese České Budějovice v Jihočeském kraji. Nachází se asi jeden kilometr severovýchodně od Vrábče. Je zde evidováno 27 adres. V roce 2011 zde trvale žilo 56 obyvatel.
Koroseky leží v katastrálním území Vrábče o výměře 9,45 km².

## Název
Dříve byly uváděny též jako Kuroseky nebo Malé Koroseky (pro odlišení od Dvora Koroseky), německy Korosek, Kurosek, Klein Korsek nebo Katzendorf.

## Historie
První písemná zmínka o vesnici pochází z roku 1544.
Jiné zdroje uvádějí, že ves byla zmíněna již v roce 1365, kdy byla příslušenstvím statku Chlum. V druhé polovině 16. století si Jindřich Častolar v Korosekách postavil tvrz, která zanikla koncem 17. století, kdy zde Eggenberkové postavili panský dvůr.

## Obyvatelstvo
| Rok            | 1869 | 1880 | 1890 | 1900 | 1910 | 1921 | 1930 | 1950 | 1961 | 1970 | 1980 | 1991 | 2001 | 2011 | 2021 |
| -------------- | ---- | ---- | ---- | ---- | ---- | ---- | ---- | ---- | ---- | ---- | ---- | ---- | ---- | ---- | ---- |
| Počet obyvatel | 79   | 111  | 106  | 132  | 128  | 132  | 132  | 119  | 62   | 48   | 41   | 26   | 33   | 34   | 52   |
| Počet domů     | 11   | 12   | 12   | 11   | 12   | 12   | 19   | 22   | 22   | 12   | 14   | 14   | 15   | 16   | 19   |

## Obecní správa
Od roku 1850 jsou Koroseky součástí obce Vrábče, pouze od 1. července 1985 do 23. listopadu 1990 společně připadaly pod Boršov nad Vltavou.

## Pamětihodnosti
- Hasičská zbrojnice
- Kaple svaté Anny
- Panský dvůr
- Výklenková kaple z roku 1838
- Zvonička

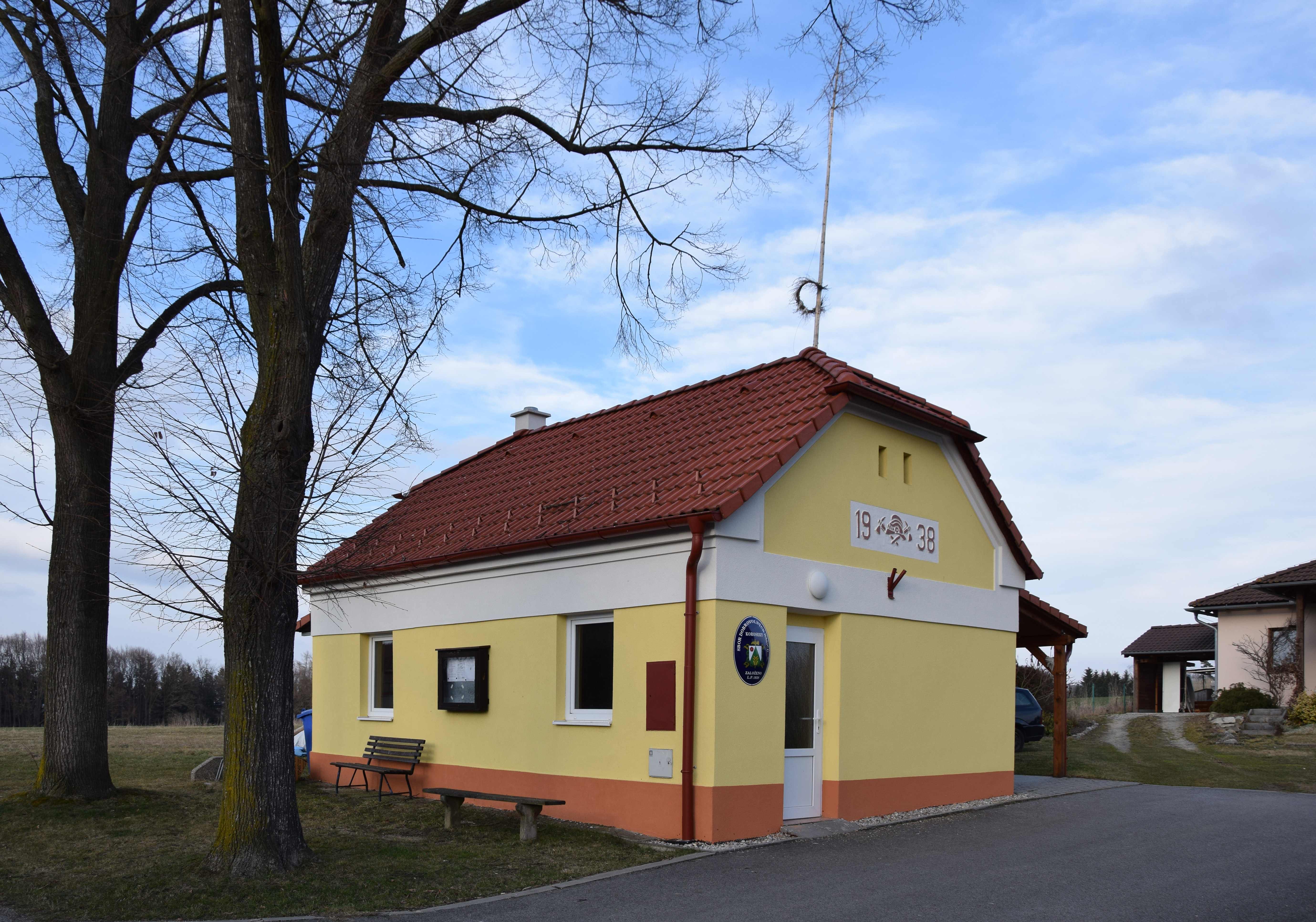
Hasičská zbrojnice

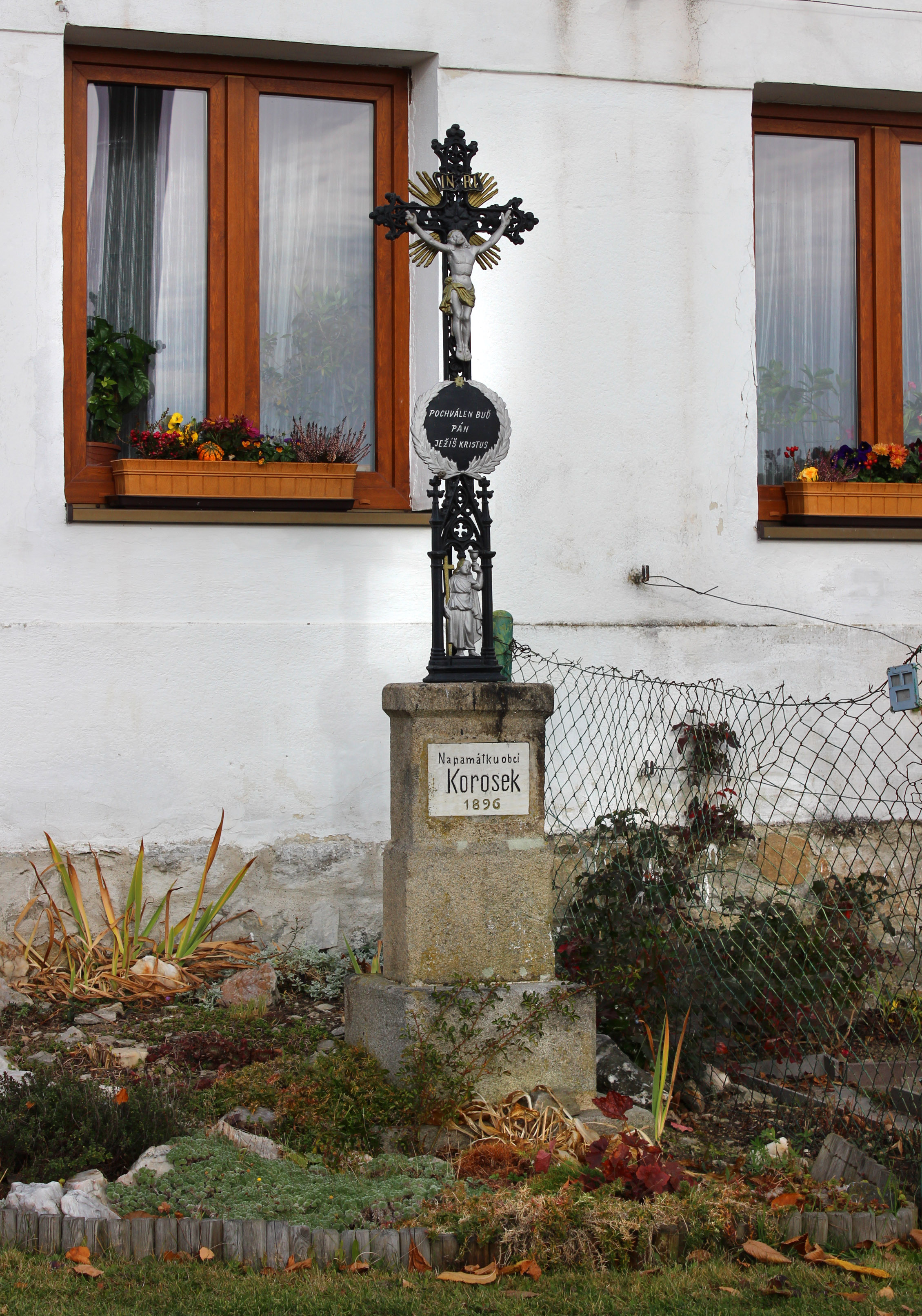
Křížek v Rozince

- V osadě Rozinka, patřící pod obec Vrábče, stojí u stavení čp. 110 křížek s nápisem Na památku obci Korosek 1896.